# Ulrich Volk
Ulrich Volk (* 1953) ist ein deutscher Rechtsanwalt und TV-Darsteller.

## Werdegang
Volk wuchs in Duisburg auf und besuchte dort das Franz-Haniel-Gymnasium. Nach dem 1971 bestandenen Abitur begann er Jura und Publizistik in Mainz zu studieren. 1977 legte er das erste, 1980 das zweite Staatsexamen ab. Anschließend trat Volk als Freier Mitarbeiter in eine Wiesbadener Anwaltskanzlei ein, der er seit 1983 als Partner angehört. 1990 wurde er Fachanwalt für Arbeitsrecht, 2010 Notar. Neben Arbeitsrecht zählen auch Versicherungs-, Bau- und Gesellschaftsrecht zu seinen Arbeitsschwerpunkten. 
Von 2000 bis 2003 spielte Volk in der ZDF-Gerichtsshow Streit um Drei einen Richter am Arbeitsgericht. Seine Verhandlungsführung zeichnete sich durch eine Mischung aus Sachlichkeit und trockenem Humor aus.
Volk ist auf vielen Ebenen im Deutschen Anwaltverein engagiert, unter anderem als stellvertretender Vorsitzender eines Ausschusses, der sich für die Etablierung des ERV innerhalb der deutschen Anwaltschaft einsetzt. 
Ulrich Volk ist verheiratet und Vater von zwei Töchtern. Er singt im Bachchor Wiesbaden.